# Pont Neuf (Toulouse)
El puente Nuevo de Toulouse (en francés: Pont-Neuf de Toulouse) es el puente más antiguo que atraviesa el río Garona en la ciudad de Toulouse (Tolosa de Languedoc) tras el puente de Tounis. Servía antiguamente de entrada a la ciudad, uniendo el casco antiguo con el barrio de Cours Dillon a ambos lados del río. Su estampa de ladrillo rojo sobre el río constituye, junto a la del Capitolio, la imagen más famosa de la ciudad.
Fueron los Capitouls quienes ordenaron su construcción, que comenzará en 1544 y durará hasta 1632 tras haber sido interrumpida por las Guerras de Religión.
En un principio estaba enmarcado por un arco del triunfo obra del arquitecto parisino Jules Hardouin-Mansart, pero éste fue destruido en 1860.
La característica más llamativa del puente son sus pilas, con forma de pico en la base y aperturas entre los arcos, diseñados para soportar las fuertes crecidas del Garona que ya se habían cobrado otros puentes con anterioridad (a pocos metros del Pont Neuf pueden verse los vestigios del puente de la Daurade, partiendo del Hostal de Peregrinos).
El puente fue clasificado en el título de los monumentos históricos el 14 de marzo de 1991.

## Participantes en la construcción
- Arquitectos e ingeniero : Nicolas Bachelier y Louis Privat
- Proyectictas: Jacques Lemercier y Pierre Souffron
- Empresarios parisinos: François Mansart en nombre de su tío Marcel Le Roy (quien murió en enero de 1647) que fue adjudicatario del puente en 1615.